# Барон Реглан
Барон Реглан из Реглана в графстве Монмунтшир — наследственный титул в системе Пэрства Соединенного Королевства. Он был создан 11 октября 1852 года для британского военачальника лорда Фицроя Сомерсета (1788—1855). Он заседал в Палате общин от Труро (1818—1820, 1826—1829), занимал должности военного секретаря (1827—1852) и генерала-фельдцейхмейстера (1852—1855). Фельдмаршал лорд Фицрой Джеймс Сомерсет командовал английскими войсками во время Крымской войны с Россией. Фицрой Сомерсет был младшим сыном Генри Сомерсета, 5-го герцога Бофорта (1744—1803). Его второй сын, Ричард Генри Фицрой Сомерсет, 2-й барон Реглан (1817—1884), занимал должность лорда в ожидании («кнута» в Палате лордов) в 1866—1868 годах в консервативных администрациях графа Дерби и Бенджамина Дизраэли. Его преемником стал его сын, Джордж Фицрой Генри Сомерсет, 3-й барон Реглан (1857—1921). Он занимал должность заместителя военного министра в консервативном правительстве лорда Солсбери (1900—1902) и служил лордом-губернатором острова Мэн (1902—1919). Его старший сын, Фицрой Ричард Сормерсет, 4-й барон Реглан (1885—1964), был военным, а также служил в качестве лорда-лейтенанта Монмунтшира (1942—1964). Фицрой Джон Сомерсет, 5-й барон Реглан (1927—2010), заседал в Палате лордов, но потерял своё место в верхней палате парламента после принятия Акта Палаты лордов 1999 года. 
По состоянию на 2024 год носителем титула являлся его младший брат, Джеффри Сомерсет, 6-й барон Реглан (род. 1932), который стал преемником своего старшего брата в 2010 году.
Как и их родственники герцоги Бофорты, бароны Реглан ведут своё происхождение по мужской линии от короля Англии Генриха II (1154—1189) и более ранних Плантагенетов.
Семейная резиденция баронов Реглан — Cefntilla Court в Лланденни в Монмунтшире.

## Бароны Реглан (1852)

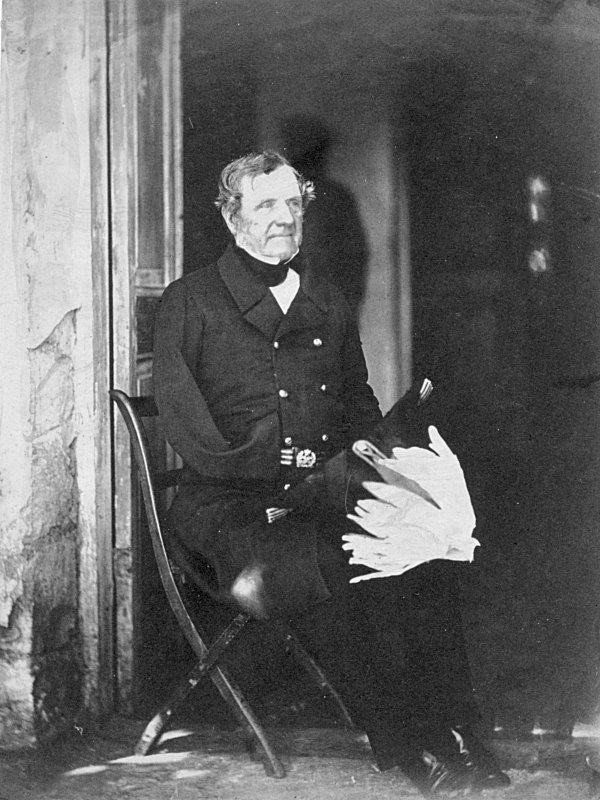
Фельдмаршал Фицрой Джеймс Генри Сомерсет, 1-й барон Реглан (1788—1855)

- 1852—1855: Фельдмаршал Фицрой Джеймс Генри Сомерсет, 1-й барон Реглан (30 сентября 1788 — 28 июня 1855), младший сын Генри Сомерсета, 5-го герцога Бофорта (1744—1803)[1];
- 1855—1884: Ричард Генри Фицрой Сомерсет, 2-й барон Реглан[англ.] (24 мая 1817 — 3 мая 1884), второй сын предыдущего[2];
- 1884—1921: Джордж Фицрой Генри Сомерсет, 3-й барон Реглан[англ.] (18 сентября 1857 — 24 октября 1921), старший сын предыдущего[3];
- 1921—1964: Фицрой Ричард Сомерсет, 4-й барон Реглан[англ.] (10 июня 1885 — 14 сентября 1964), старший сын предыдущего[4];
- 1964—2010: Фицрой Джон Сомерсет, 5-й барон Реглан[англ.] (8 ноября 1927 — 24 января 2010), старший сын предыдущего[5];
- 2010 — настоящее время: Джеффри Сомерсет, 6-й барон Реглан (род. 29 августа 1932), младший брат предыдущего[6];
  - Достопочтенный Артур Джеффри Сомерсет (27 апреля 1960 — 25 июля 2012), единственный сын предыдущего[7];
  - Наследник титула: Иниго Артур Фицрой Сомерсет (род. 7 июля 2004), старший сын предыдущего[8].